# Christian Kunnes
Christian Kunnes (* 11. Juli 1976) ist ein deutscher Jurist. Er ist seit November 2023 Richter am Bundesgerichtshof.

## Leben und Wirken
Kunnes war nach Abschluss seiner juristischen Ausbildung zunächst neun Monate als Rechtsanwalt tätig. Im Juli 2006 trat er in den höheren Justizdienst des Freistaates Bayern ein und war bei der Staatsanwaltschaft München I eingesetzt. Im Juli 2008 wurde er dort zum Staatsanwalt ernannt. Mitte Oktober 2008 wechselte er als Regierungsrat in das Bayerische Staatsministerium der Justiz und für Verbraucherschutz und wurde dort im Juli 2010 zum Oberregierungsrat befördert. Im Juli 2011 kehrte Kunnes in den Justizdienst zurück und war als Richter am Landgericht München I tätig. Von Juni 2016 bis Mai 2020 war er als wissenschaftlicher Mitarbeiter an den Bundesgerichtshof abgeordnet. Im Anschluss an diese Abordnung war er ab Juni 2020 als Richter am Oberlandesgericht bei dem Oberlandesgericht München tätig.
Nach seiner Ernennung zum Richter am Bundesgerichtshof am 2. November 2023 wies das Präsidium Kunnes dem IX. Zivilsenat zu, der vornehmlich für Rechtsstreitigkeiten auf den Gebieten des Zwangsvollstreckungs- und des Insolvenzrechts sowie über Schadensersatzansprüche gegen Rechtsanwälte und steuerliche Berater zuständig ist.